# Microsoft Lumia
Microsoft Lumia (раніше Nokia Lumia) — серія смартфонів Microsoft Mobile, раніше Nokia, на операційній системі Windows Phone. Nokia почала розробляти апарати на новій платформі від Microsoft після підписання угоди про партнерство. Перші два пристрої, Nokia Lumia 800 і Nokia Lumia 710, були представлені в жовтні 2011 року на конференції Nokia World. Наступні два пристрої (Nokia Lumia 900 і Nokia Lumia 610) були представлені в січні 2012 року на Consumer Electronics Show 2012 і в лютому на Mobile World Congress 2012 відповідно. 5 вересня 2012 Nokia на спільній з Microsoft прес-конференції анонсувала пристрої серії Lumia наступного покоління — Nokia Lumia 920 і Nokia Lumia 820, що працюють на операційній системі Windows Phone 8.

## Серія смартфонів Lumia
- Windows Phone 7 — Lumia 505, Lumia 510, Lumia 610, Lumia 710, Lumia 800,Lumia 900.
- Windows Phone 8 — Lumia 520, Lumia 525, Lumia 620, Lumia 625, Lumia 720, Lumia 810, Lumia 820, Lumia 822, Lumia 920, Lumia 925, Lumia 928, Lumia 1020, Lumia 1320, Lumia 1520, Lumia Icon.
- Windows Phone 8.1 — Lumia 430, Lumia 435, Lumia 530, Lumia 532, Lumia 535, Lumia 540, Lumia 630, Lumia 638, Lumia 640, Lumia 640 XL, Lumia 730, Lumia 735, Lumia 830, Lumia 930.
- Windows RT — Lumia 2520.
- Windows 10 Mobile — Lumia 550, Lumia 650, Lumia 950, Lumia 950 XL.